# Under Lock and Key
Under Lock and Key es el tercer álbum de estudio de la banda estadounidense de hard rock y heavy metal Dokken, publicado en 1985 por el sello Elektra. Ha sido considerado como el disco más completo y pesado de la banda, y recibió una crítica positiva por parte de la prensa especializada, destacando la técnica en los solos de guitarra de George Lynch.
Alcanzó el puesto 32 en la lista Billboard 200 en el mismo año y fue certificado con disco de oro cuatro meses después de su publicación. Finalmente en 1987 obtuvo disco de platino en los Estados Unidos al superar el 1 000 000 de copias vendidas. Para promocionarlo se extrajeron dos temas como sencillos; «In My Dreams» y «The Hunter», los que alcanzaron los puestos 24 y 25 en los Mainstream Rock Tracks respectivamente. Además, «In My Dreams» obtuvo la posición 77 en los Billboard Hot 100 en 1986.

## Lista de canciones
Todas las canciones escritas por Dokken.

| N.º | Título                    | Duración |  |
| 1.  | «Unchain in the Night»    | 5:19     |  |
| 2.  | «The Hunter»              | 4:07     |  |
| 3.  | «In My Dreams»            | 4:20     |  |
| 4.  | «Slippin' Away»           | 3:48     |  |
| 5.  | «Lightnin' Strikes Again» | 3:48     |  |
| 6.  | «It's Not Love»           | 5:01     |  |
| 7.  | «Jadded Heart»            | 4:16     |  |
| 8.  | «Don't Lie to Me»         | 4:10     |  |
| 9.  | «Will the Sun Rise»       | 4:10     |  |
| 10. | «Til the Livin' End»      | 3:59     |  |

## Músicos
- Don Dokken: voz y guitarra rítmica
- George Lynch: guitarra líder
- Jeff Pilson: bajo
- Mick Brown: batería